# Chrysichthys cranchii
Chrysichthys cranchii is een straalvinnige vissensoort uit de familie van de stekelmeervallen (Claroteidae). De wetenschappelijke naam van de soort is voor het eerst geldig gepubliceerd in 1818 door William Elford Leach.